# Protichisma longimanus
Protichisma longimanus är en tvåvingeart som beskrevs av Hermann 1912. Protichisma longimanus ingår i släktet Protichisma och familjen rovflugor.
Artens utbredningsområde är Peru. Inga underarter finns listade i Catalogue of Life.